# Kościół Wniebowzięcia Najświętszej Maryi Panny w Nowogardzie
Kościół Wniebowzięcia Najświętszej Maryi Panny w Nowogardzie – rzymskokatolicki kościół parafialny w Nowogardzie, w powiecie goleniowskim, w województwie zachodniopomorskim. Należy do dekanatu Nowogard, archidiecezji szczecińsko-kamieńskiej. Mieści się przy ulicy Kościelnej.

## Historia
Kościół wzniesiony został w XIV stuleciu. W 1451 od strony północnej dobudowano kaplicę Ebersteinów (ówczesnych właścicieli Nowogardu), a kilkadziesiąt lat później - wieżę po stronie zachodniej. Kościół był niszczony przez pożary w 1559 i 1595, a podczas wojny trzydziestoletniej został splądrowany. W XVII w. został odbudowany, a od strony południowej dobudowane zostały kaplice. W latach 1832–33 dokonano regotyzacji świątyni. Kolejne remonty nastąpiły w latach 1918 (wymiana zwieńczenia wieży) oraz 1928-31 (nowe sklepienia nad prezbiterium oraz nawami bocznymi).
Po II wojnie światowej kościół został poświęcony 5 sierpnia 1945. W latach siedemdziesiątych XX w. kościół wyremontowano, a we wnętrzu pojawiły się polichromie wykonane przez Joannę Spychalską. W dniu 3 grudnia 2005, podczas pożaru, spłonęły fragmenty świątyni, wieża oraz część zabytkowego wyposażenia.

## Opis budowli
Kościół wzniesiony jest z cegły gotyckiej jako trzynawowa i trzyprzęsłowa pseudobazylika z trójbocznie zamkniętym prezbiterium i wieżą na planie prostokąta, zwieńczoną sygnaturką. Nawy posiadają sklepienia gwiaździste i krzyżowo-żebrowe oparte na dwóch parach ośmiobocznych filarów. Jest to świątynia gotycka, wielokrotnie remontowana, z całkowicie wymienioną więźbą dachową, sklepieniami, zakończeniem wieży i detalami architektonicznymi

## Wyposażenie
Z pierwotnego wyposażenia zachował się okazały, renesansowy ołtarz z przełomu XVI i XVII w. zawierający kilkanaście scen z życia Chrystusa (narodziny, chrzest, Ostatnia Wieczerza, Ukrzyżowanie) Drugim obiektem wyposażenia o dużej wartości artystycznej jest ambona z XVIII w. Według Janiny Kochanowskiej ambona została wykonana w 1929 w stylu neobarokowym.
Główny portal  budowli jest ozdobiony dwiema kamiennymi, romańskimi chrzcielnicami. 

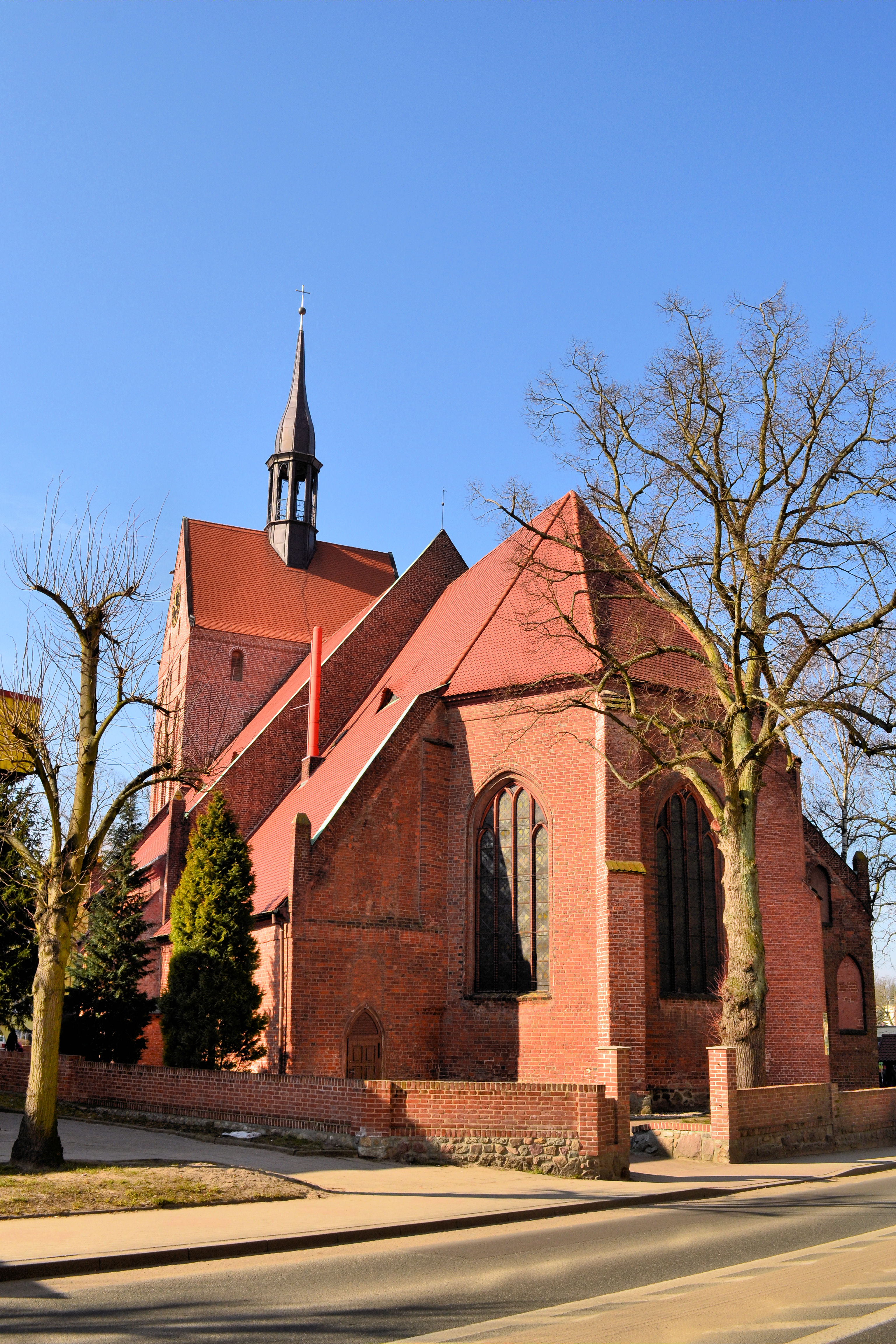
widok od wschodu
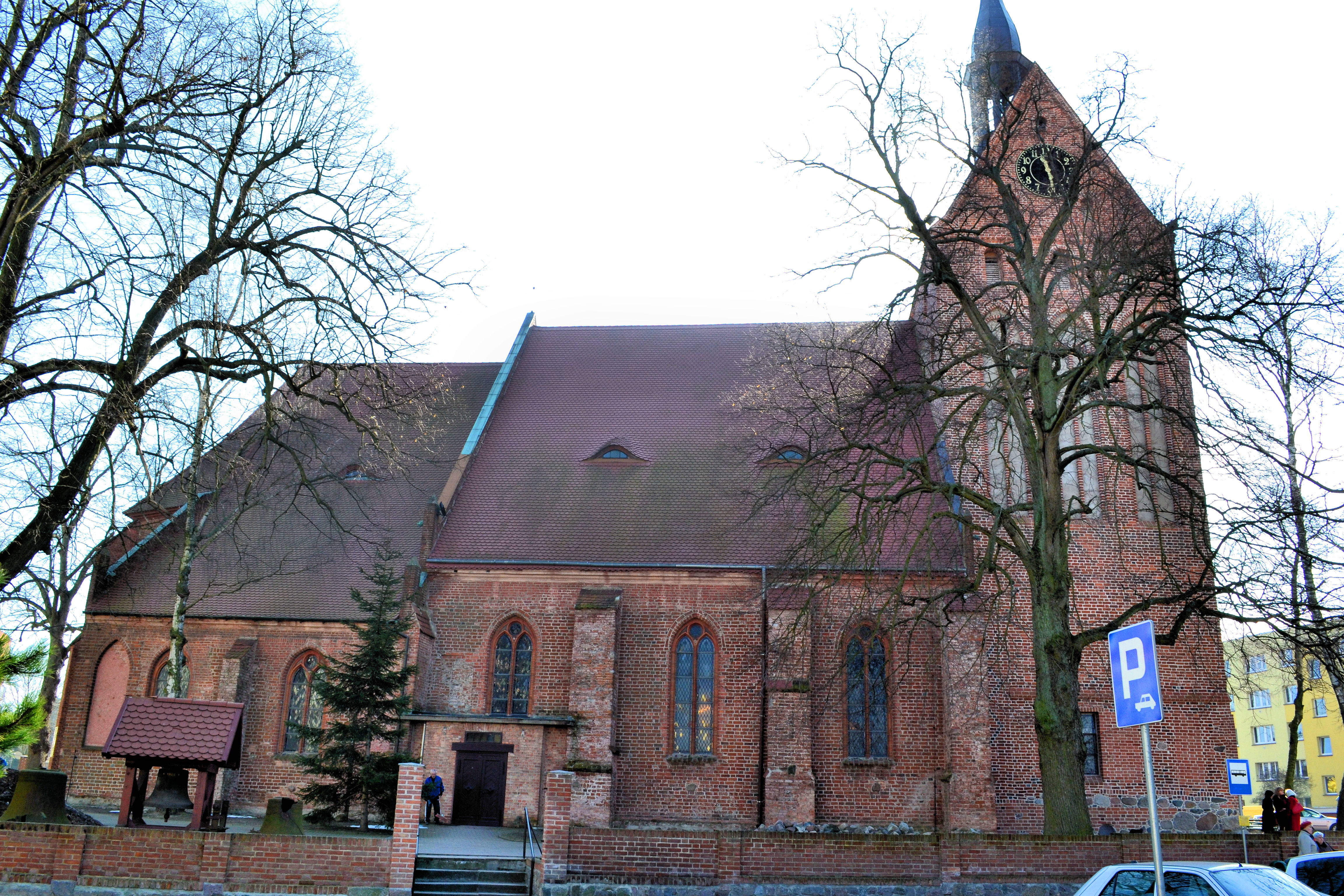
widok od północy
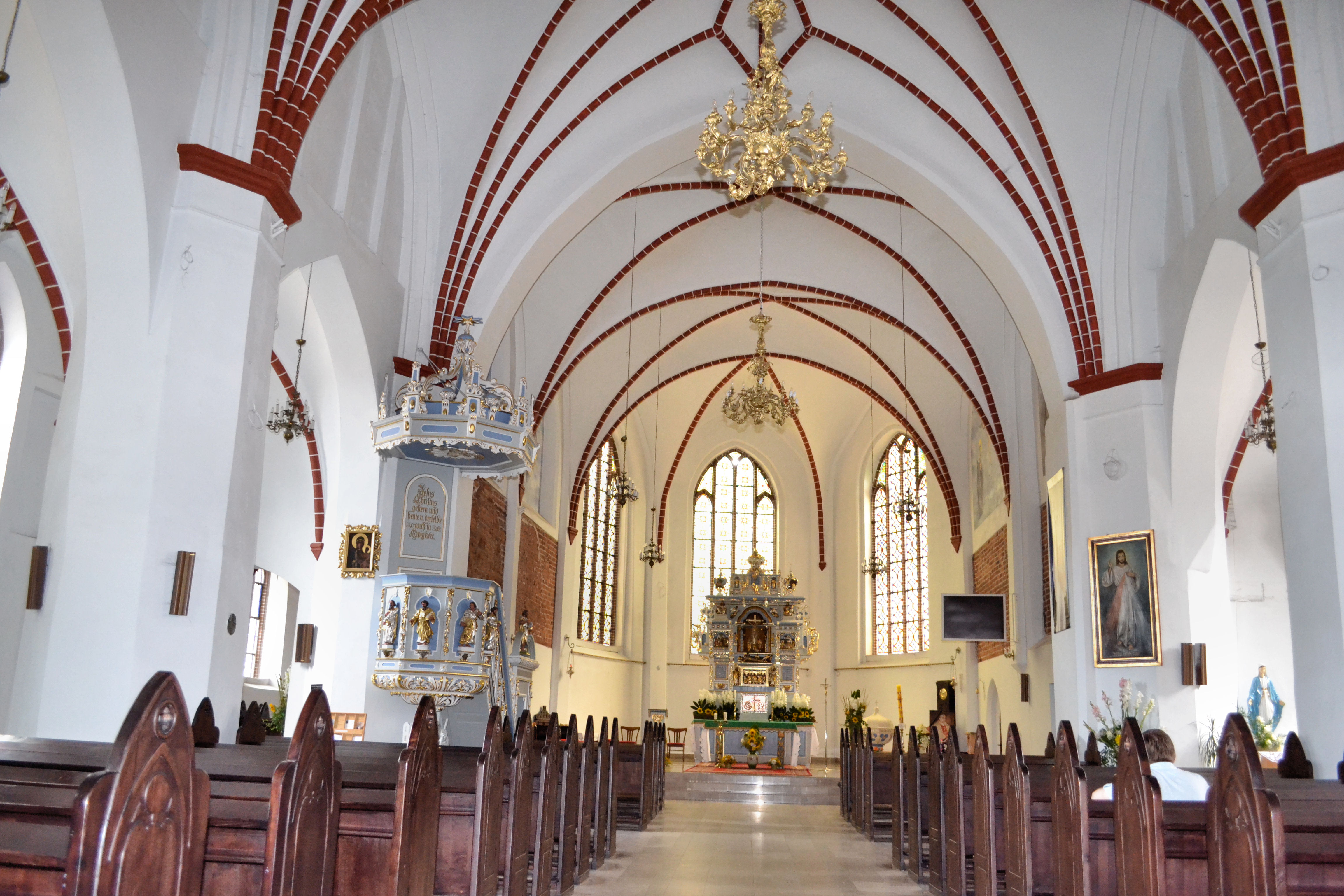
nawa główna
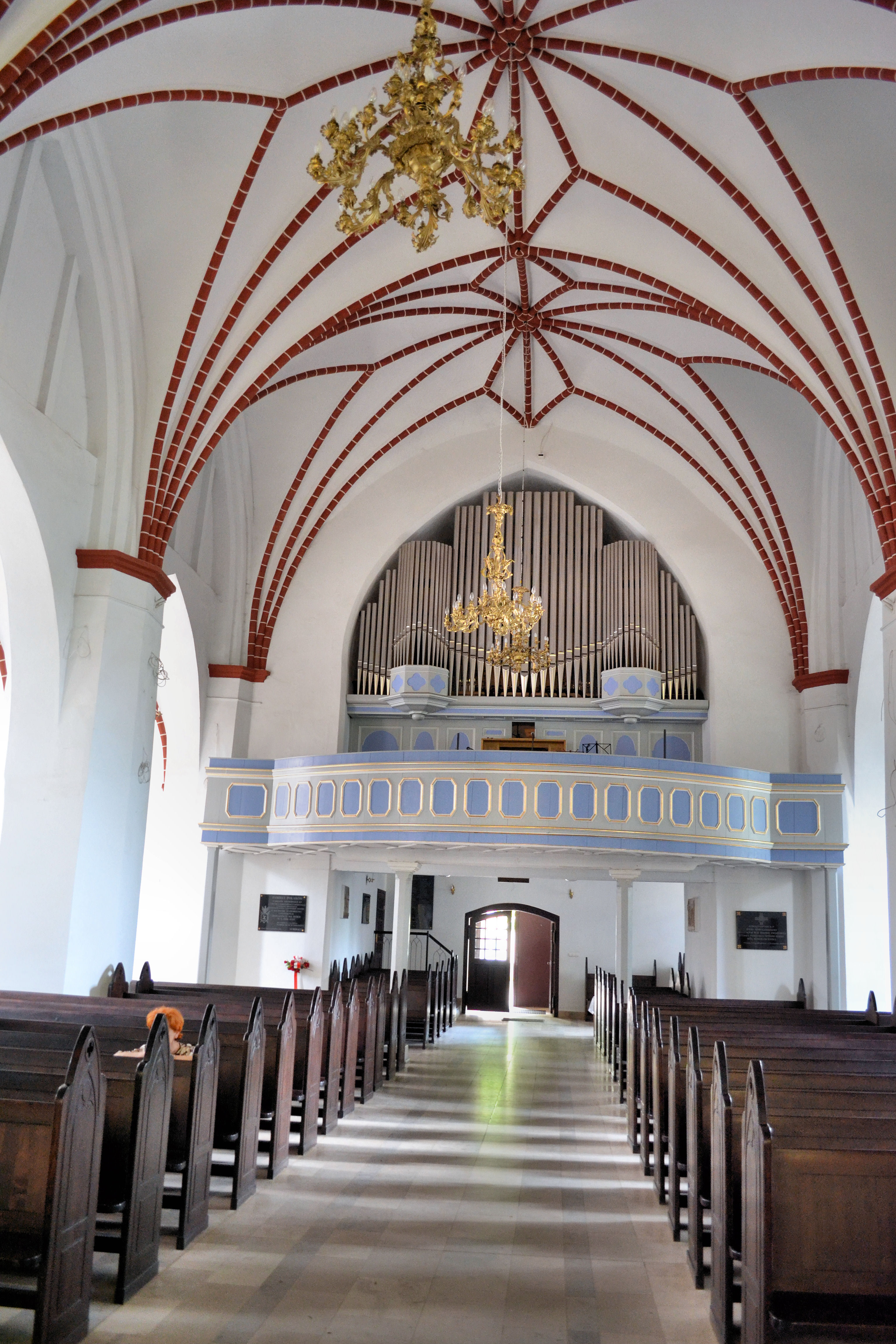
nawa główna
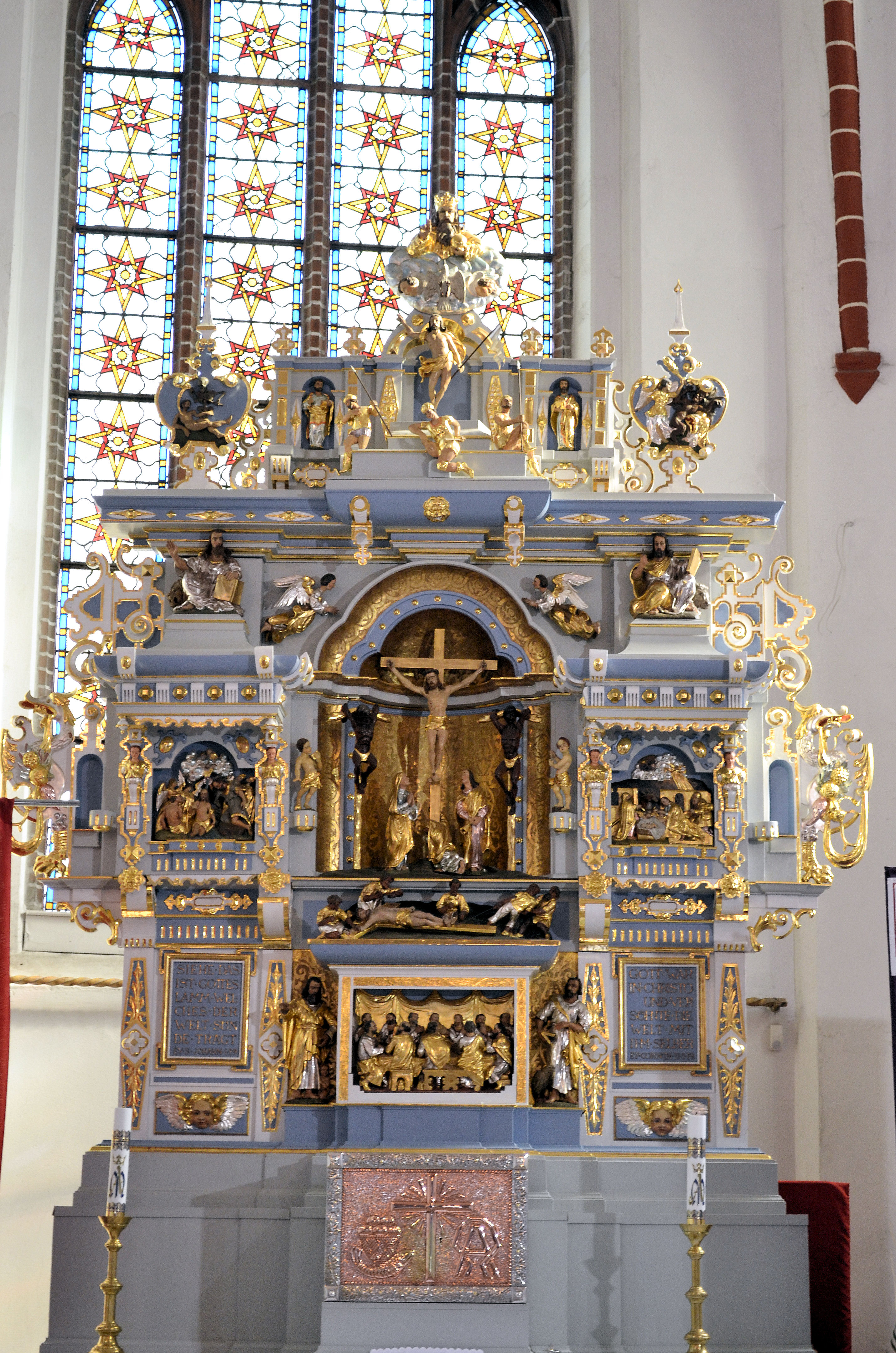
ołtarz główny
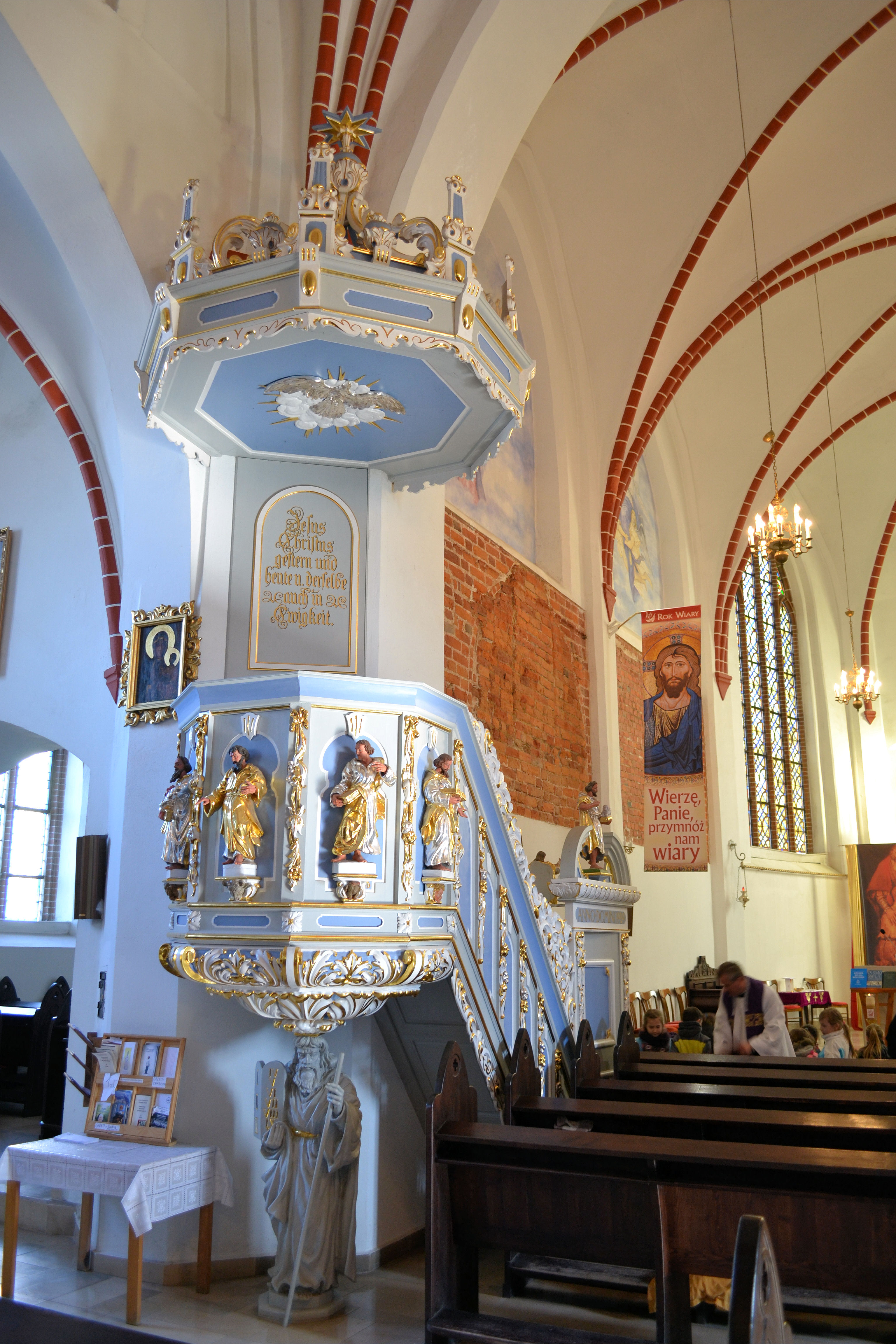
ambona